# Denisonia
Denisonia är ett släkte av ormar. Denisonia ingår i familjen giftsnokar och underfamiljen havsormar.
Arterna är upp till 60 cm långa och har en tjock bål. De förekommer i öppna skogar i östra Australien. Dessa ormar jagar främst groddjur. Honor av Denisonia maculata lägger inga ägg utan föder levande ungar. För den andra arten är fortplantningssättet okänt. Det giftiga bettet kan orsaka allvarliga skador hos människor men det leder antagligen inte till döden.
Arter enligt Catalogue of Life och The Reptile Database:
- Denisonia devisi
- Denisonia maculata